# あつみ交通
あつみ交通株式会社（あつみこうつう）は、山形県鶴岡市湯温海に本社を置く、庄交ホールディングス傘下のかつて存在したバス事業者である。庄内交通より鶴岡市温海地区ローカル線を譲り受けて営業を行っていた。
2014年4月1日より、再度庄内交通株式会社に合併となり、かつての本社は庄内交通温海営業所となった。2020年9月30日に庄内交通では全線廃止となり一部路線は鶴岡市のコミュニティバスとして引き継がれた。

## 沿革
- 1988年（昭和63年）12月 - あつみ交通株式会社を設立。
- 1989年（平成元年）1月19日 - 4路線を継承し運行開始[3]。
- 2014年（平成26年）4月1日 - 庄内交通に再合併[4]。
- 2018年（平成30年）3月31日 - 温海川線廃止。
- 2020年（令和2年）10月1日 - 温海地域乗合タクシーへ移管。[1][2]
- 2024年（令和6年）5月23日 - 愛称が「湯ったり号」となる。[5]

## バス路線
2020年10月1日以降鶴岡市の温海地域乗合タクシー（愛称「湯ったり号」）での運行。尚、関川線は乗車するためには事前の会員登録と予約が必要である。あつみ温泉の温泉街へはバラ園～Aコープあつみで乗降すると行くことができる。
- 戸沢線（路線定期運行・月～金運行[6]）
  - バラ園 - あつみ観光協会 - Aコープあつみ - あつみ温泉駅 - 五十川駅前 - 五十川 - 戸沢 - 強竜寺
- 平沢線（路線定期運行・月～土運行[6]）
  - バラ園 - あつみ観光協会 - Aコープあつみ - あつみ温泉駅 - 小岩川駅前 - 鼠ケ関駅前 - 小名部センター前 - 平沢
- 関川線（予約式/要会員登録・月～金運行[6]）
  - あつみクリニック - あつみ温泉駅 - バラ園 - Aコープあつみ - 温寿荘前- 槙ノ代 - 小国 - 木の俣 - 越沢 - 関川
- 温海川線（2018年3月31日廃止）
  - あつみ温泉駅 - 温海温泉センター - 温海営業所 - 温海川長元屋